# Șag
Șag (in ungherese Temesság, in tedesco Schag o Segental) è un comune della Romania di 2752 abitanti, ubicato nel distretto di Timiș, nella regione storica del Banato. 
Nel 2004 si è staccato da Șag il villaggio di Parța, andato a formare un comune autonomo.